# 紀の国大橋
紀の国大橋（きのくにおおはし）は、和歌山県和歌山市内を流れる紀の川（紀ノ川）に架かる第二阪和国道（一般国道26号のバイパス）和歌山北バイパスの橋である。2022年12月現在、原付等の車道走行は禁止されていない。

## 概要
この橋はやや下流にある車線の少ない北島橋の渋滞緩和を計る目的で造られた橋である。
また近くには橋桁のやや低い、幅3メートルの狭い木造橋であった「南海橋」（別名は一銭橋）も存在していたが、2003年の紀の国大橋完成時に取り壊されている。1874年頃に旧楠見村の土橋市次郎と楠見太郎左衛門が、国家の許可を得て木造橋を建設した。一厘橋と呼称されたが、十年後に廃業した。1898年、南海電気鉄道が紀ノ川橋梁の資材運搬用として仮設橋を設置した。南海橋と呼称されたこの橋も流出し、地元住民が再建した。旧楠見村が和歌山市に編入される1942年までは、一銭を徴収し、橋脚の維持管理費用としていた。その名残で当橋を「一銭橋」と呼称する住民が存在する。
開通時から2008年にかけて、寺本ランプ付近に踏切が存在した。第二阪和国道の渋滞解消などを目的とした紀勢本線和歌山駅、和歌山市駅間の高架化工事完了後、踏切は廃止された。
同市内には他に和歌山県道752号和歌山阪南線の「紀ノ川大橋」、国道24号の「紀州大橋」などの似たような名称の橋が存在するため、混同されやすい。
- 開通年：2003年（平成15年）4月2日
- 設計速度：80km/h
- 全長：1,030m

## 接続路線
- 和歌山県道140号善明寺北島線（右岸=粟ランプ）
- 国道24号（左岸=（終点）元寺ランプ）

## 所在地
- 和歌山県和歌山市粟（右岸） - 和歌山市元寺（左岸）